# Polidoro da Caravaggio

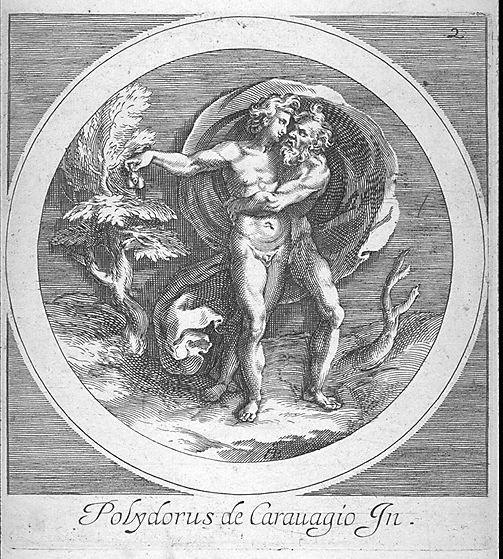
Giove e Ganimede (incisione di Polidoro da Caravaggio)

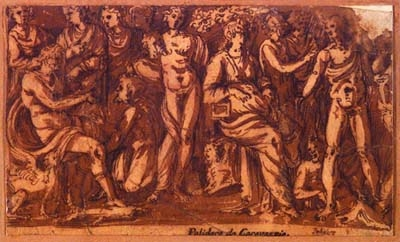
Amore chiede a Giove la mano di Psiche (verso 1524), Lavis, probabilmente studio per la decorazione del palazzo del poeta Bernardino Rota
Losanna, collezione privata
(già parte della collezione Benjamin West)

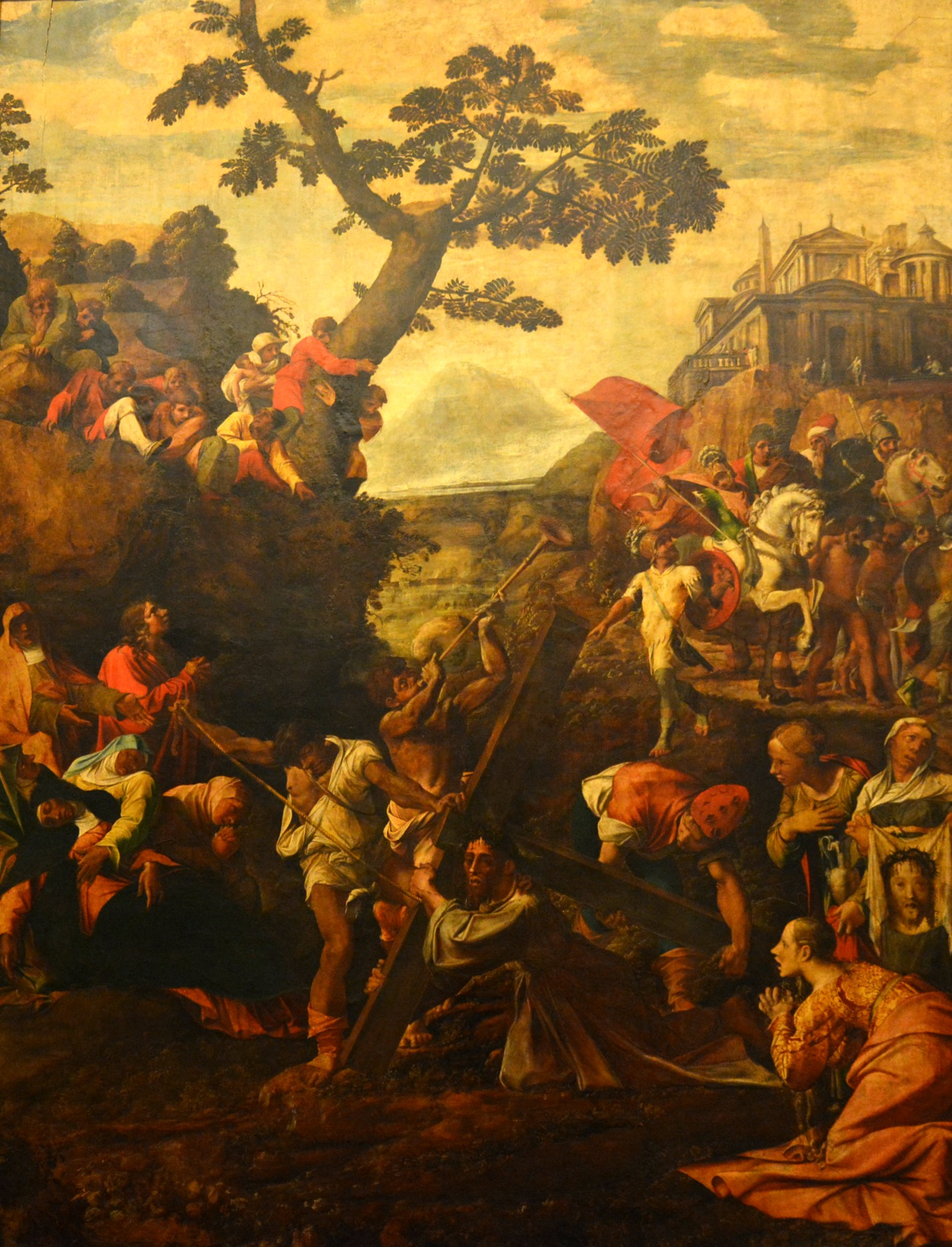
Andata al Calvario.

Polidoro Caldara, detto Polidoro da Caravaggio (Caravaggio, 1499/1500 circa – Messina, 1543 circa), è stato un pittore italiano.

## Biografia
(La vita di Polidoro Caldara di Giorgio Vasari)
Intorno al 1515 è a Roma, secondo il Vasari iniziando a lavorare come manovale, forse pensando di diventare architetto, ma grazie alla conoscenza di Giovanni da Udine, Giovan Francesco Penni e Giulio Romano entra nella bottega di Raffaello, dove stringe rapporti soprattutto con Perin del Vaga e con lo spagnolo Pedro Machuca e intraprende la carriera pittorica.
Tra il 1517 e il 1518 lavora alla decorazione delle Logge Vaticane, commissionata da Leone X a una squadra di pittori diretta da Raffaello. Sono da attribuire a lui gli scomparti con Giuseppe venduto dai fratelli e il Passaggio del Giordano.
Dal 1522 lavorò soprattutto come pittore di facciate di palazzi, in collaborazione con Maturino da Firenze, gli affreschi a grisaille, ispirati da quelli realizzati da Baldassarre Peruzzi, con temi tratti dalla mitologia o dalla storia romana, sono quasi tutti perduti, di loro restano comunque molte copie in incisioni, lavorò a: Palazzo Ricci sulla piazza omonima presso via Giulia, molto ridipinto, Palazzo Milesi in via della Maschera d'Oro e al Casino del Bufalo realizzato tra il 1525 e il 1526 di cui sono conservati alcuni frammenti di affreschi.
Tra il 1523 e il 1524, Polidoro soggiornò brevemente a Napoli affrescando logge e facciate di palazzi, per il palazzo del poeta Berardino Rota affrescò una scena con Storie di Amore e Psiche, verso il 1524, di questo ciclo rimangono la scena con Psiche ricevuta nell'Olimpo ora al Louvre e altre parti a Hampton Court.
Tra il 1524 e il 1525, decora una sala in Villa Lante al Gianicolo. Intorno al 1526 decora la cappella di Fra Mariano in San Silvestro al Quirinale, con Scene della vita della Maddalena e di santa Caterina.
Nel 1527, con il Sacco di Roma, l'artista fugge verso Napoli. In città lavora per la chiesa di Santa Maria delle Grazie a Caponapoli e la chiesa di Santa Maria delle Grazie alla Pescheria, realizzando le opere con i Santi Pietro e Andrea e le anime del Purgatorio e il Trasporto di Cristo al sepolcro.
Nell'ottobre del 1529 si trasferì a Messina, dove rimase sino alla morte. Nel 1535, in occasione dell’entrata di Carlo V in città (di ritorno dalla conquista di Tunisi), progettò gli apparati e gli archi trionfali (in parte riportati nei propri disegni) in collaborazione con Francesco Maurolico, che compose i distici latini da incidere su tali strutture effimere. E proprio nel 1535, su mandato di Carlo V e per disposizione di Alfonso Paternò, VI Barone della Terza Dogana, e Maestro di Campo di Carlo V, dipinse un quadro che rappresenta Roberto, Conte di Embrun (XI sec), membro della Casa Reale Barcellona-Provenza e capostipite dei Paternò. All'ultima fase vanno ascritti: l'Adorazione dei pastori, l'Incredulità di san Tommaso, la drammatica Salita al Calvario (oggi al Museo nazionale di Capodimonte) e il polittico del Carmine di cui rimane il Sant'Alberto dei carmelitani, ora alla Galleria Sabauda di Torino e il Sant'Angelo carmelitano, ora in una collezione privata a Roma; in queste opere il patetismo si accentua in accordo con le pratiche di devozione meridionali. Significativo di questo momento è il patetico Crocifisso della concattedrale di San Giovanni a La Valletta (Malta), quasi neo-medievale.
Nella sua Idea del Tempio della Pittura 1590, Giovan Paolo Lomazzo lo collocherà tra i Sette governatori dell'arte accanto a Leonardo, Michelangelo, Raffaello, Andrea Mantegna, Tiziano, Gaudenzio Ferrari.
Il pittore muore a Messina nel 1543 durante un tentativo di rapina perpetrato da un suo discepolo noto come Tonno Calabrese. Per depistare le indagini fu inscenato un omicidio, ma l'allievo fu scoperto e condannato alla forca. Polidoro fu sepolto nel chiostro del convento del Carmine, dove la sua tomba fu intenzionalmente distrutta durante la Controriforma insieme a quella dell’umanista neoplatonico Costantino Lascaris.

## Opere

### Catania e provincia
- XVI secolo, San Giacomo, dipinto su tavola, opera documentata nella Cappella Torre della chiesa di San Francesco d'Assisi all'Immacolata di Catania.[4]

### Messina e provincia

#### Messina
- XVI secolo, San Giacomo a cavallo che combatte contro i Mori, dipinto, opera documentata nella chiesa di San Giacomo di Camaro.[5][4]
- XVI secolo, Storie di Niobe, affresco, opera documentata.
- XVI secolo, Portali, progetto e disegni dei manufatti marmorei degli ingressi laterali della basilica cattedrale protometropolitana della Santa Vergine Maria Assunta.[6]
- XVI secolo, Deposizione, affresco, opera documentata e distrutta dal terremoto della Calabria meridionale del 1783 nella chiesa del Carmine.[6][7]
- XVI secolo, Madonna del Carmelo ritratta tra Sant'Alberto degli Abati Carmelitano e Sant'Angelo Carmelitano, polittico, opera documentata nella chiesa del Carmine.[6][7]
- 1528, Trasfigurazione sul Monte Tabor, dipinto, opera proveniente dalla chiesa del Carmine poi ceduta ai Padri Cassinesi, distrutta durante i bombardamenti del 1848.[6][7] Bozzetti d'opera custoditi al British Museum.
- XVI secolo, Santissimo Viatico, dipinto, opera documentata nella chiesa della Candelora.[5][4]
- XVI secolo, Vergine di Portosalvo, dipinto, opera commissionata dalla Confraternita dei Marinai per la chiesa di Santa Maria di Portosalvo.[5][4]
- XVI secolo, Francesco Maurolico, ritratto.[5][4]
- XVI secolo, Deposizione di Cristo dalla Croce, dipinto su tela, opera eseguita per protezione del capolavoro di Girolamo Alibrandi nella chiesa della Candelora.[5][4]
- XVI secolo, Predicazione di Cristo alle turbe, dipinto, opera documentata.[5][4]
- XVI secolo, Incredulità di San Tommaso, dipinto, opera documentata nella chiesa di San Tommaso Apostolo il Vecchio.[8][7]
- XVI secolo, La caccia di Meleagro, dipinto, opera commissionata dalla famiglia Balsamo.[8][7]
- XVI secolo, Vergine del Rosario, dipinto, opera documentata nella chiesa di San Domenico.[8][7]
- XVI secolo, Annunciata, dipinto e quadretti, opere documentate nella chiesa dell'Annunziata.[8][7]
- XVI secolo, Natività, dipinto, opera documentata nella chiesa di San Giacomo Maggiore.[8][7]
- XVI secolo, San Giuseppe, dipinto, opera documentata nella chiesa di San Lorenzo.[8][7]
- XVI secolo, Natività o Adorazione dei Pastori, dipinto, opera documentata nella sagrestia della chiesa del convento dell'Ordine dei frati minori cappuccini.[8][7]
- XVI secolo, San Giuseppe col Bambino, dipinto su tavola, opera documentata nella chiesa di San Giuseppe.[9][10][4]
- XVI secolo, Nascita, dipinto su tavola, opera documentata nella chiesa di San Giovanni Battista del Collegio dei Gesuiti.[11]
- XVI secolo, Gesù Cristo raffigurato mentre porta la croce fra Giudei, dipinto su tavola, opera documentata nella chiesa di San Giovanni Battista del Collegio dei Gesuiti.[11]
- 1533 - 1534, Natività o Adorazione dei Magi, dipinto su tavola documentato nella chiesa dell'Alto Basso. L'originale rimpiazzato con una copia di Michele Panebianco è trasferito nel «Museo Civico Peloritano» del monastero di San Gregorio, oggi al Museo regionale (?).[5][12]
- 1535, Arco, manufatto marmoreo eretto per l'ingresso trionfale di Carlo V.[13][14]
- 1535, Arco, manufatto marmoreo eretto presso «Porta Imperiale» per l'ingresso trionfale di Carlo V.[13][15]

#### Santa Lucia del Mela
- XVI secolo, Presentazione di Gesù Bambino al tempio, dipinto su tavola, attribuzione, opera documentata nella chiesa dell'Annunziata.

### Provincia di Palermo

#### Palermo
- XVI secolo, Deposizione nel sepolcro con Adorazione dei pastori nella predella, bozzetto, opera custodita nella Galleria regionale della Sicilia di «Palazzo Abatellis».
- XVI secolo, Guarigione del cieco e Pentecoste, bozzetto, opera custodita nella Galleria regionale della Sicilia di «Palazzo Abatellis».
- XVI secolo, Morte della Madonna, dipinto documentato nella raccolta di Antonio Lucchesi-Palli della galleria di Palazzo Campofranco di Palermo.[16]

### Italia

#### Firenze
- 1527c., Deposizione nel sepolcro o Seppellimento di Cristo, studio preparatorio, opera custodita negli Uffizi.
- XVI secolo, Disegni, bozzetti studio (Circoncisione e Paesaggi), opere custodite presso gli Uffizi.

#### Milano
- XVI secolo, Leggenda di Niobe, copia di bozzetto, opera custodita presso la Biblioteca Ambrosiana.

#### Napoli
- 1524, Ciclo, affreschi documentati nella facciata del Palazzo di Ludovico di Montalto.
- 1530 commissione - 1534 realizzazione, "Andata al Calvario", dipinto, opera commissionata da Pietro Ansalone console della Nazione Spagnola per la Confraternita dei Catalani della chiesa della Santissima Annunziata dei Catalani di Messina oggi al Museo nazionale di Capodimonte.[8][17]
- 1528 - 1530, Andata al Calvario, bozzetto ad olio, ispirato al soggetto del quadro messinese, opera custodita presso il Museo nazionale di Capodimonte.
- 1527, Deposizione nel sepolcro o Seppellimento di Cristo, dipinto, opera custodita nel Museo nazionale di Capodimonte.
- XVI secolo, San Pietro, dipinto, opera documentata nella Chiesa di Santa Maria delle Grazie Maggiore a Caponapoli.
- XVI secolo, Vergine Maria, dipinto su tavola, opera documentata nella chiesa di Sant'Angelo della Pescheria.
- XVI secolo, Pentecoste e Adorazione dei Pastori, bozzetto, opere custodite nel Museo nazionale di Capodimonte.

#### Roma
- 1528 - 1530, Andata al Calvario, bozzetto ad olio, ispirato al soggetto del quadro messinese e custodito a Napoli, opera custodita presso il Palazzo della Cancelleria.

Affreschi:
- 1522, Ciclo, affreschi documentati nella Cappella della Passione o Cappella degli Svizzeri, opere presenti nella chiesa di Santa Maria della Pietà in Camposanto dei Teutonici della Città del Vaticano.
- 1524, Ciclo, affreschi con tecnica del chiaroscuro (Storie di Costantino) documentati nelle Logge Vaticane per commissione di Papa Leone X.
- 1523, Ciclo, affreschi documentati a Villa Lante, oggi parzialmente trasferiti negli interni di Palazzetto Zuccari.
- 1524 - 1525, Ciclo, affreschi documentati nella facciata di Palazzo Ricci.
- 1525, Ciclo, affreschi raffiguranti Scene di vita di Maria Maddalena, Scene di vita di Santa Caterina da Siena, Noli me Tangere, opere presenti nella Cappella di Fra Marino Fetti della chiesa di San Silvestro al Quirinale:
- 1527, Ciclo, affreschi della facciata di Palazzo Gaddi con raffigurazioni di scene di storia romana, di guerra, di sacrifici e di caccia. Le decorazioni furono eseguite con la collaborazione di Maturino da Firenze. Di tali decorazioni non rimane più traccia a causa dell'usura del tempo e delle tinteggiature degli esterni.[18]
- 1527, Ciclo, affreschi della facciata di Palazzo Milesi, con raffigurazioni della storia di Niobe, nella parte centrale del primo piano, al secondo piano sono raffigurati alcuni personaggi mitologici, mentre al terzo sono raffigurate le vicende del ratto delle Sabine, di Catone Uticense, e le leggi di Numa Pompilio. Le decorazioni furono eseguite con la collaborazione di Maturino da Firenze.[19] Opere scomparse, i bozzetti e disegni degli affreschi sono custoditi nel Gabinetto Nazionale delle Stampe degli Uffizi.
- XVI secolo, Ciclo, affreschi raffiguranti le Virtù teologali e nel fregio l'Allegoria dell'universalità della Chiesa cattolica, opere documentate sulla facciata di Palazzo Capranica.
- XVI secolo, Ciclo, affreschi raffiguranti le Lotte antiche e la Morte di Tarpea, opere documentate sulla facciata del Palazzo Spinola.
- XVI secolo, Ciclo, affreschi raffiguranti le Storie di Romolo, opere documentate sulla facciata del Palazzo Buonaguro.

#### Torino
- XVI secolo, Sant'Angelo Carmelitano, tavola appartenente al polittico messinese documentato nella chiesa del Carmine e custodito nella Galleria Sabauda.

### Estero
- 1528 - 1530, Andata al Calvario, bozzetto ad olio, ispirato al soggetto del quadro messinese e custodito a Napoli, commissione di un Cavaliere dell'Ordine dell'Ospedale di San Giovanni di Gerusalemme, opera custodita presso la National Gallery di Londra.
- XVI secolo, Psiyche sulla roccia e undici pannelli in legno dipinti (Processione degli incappucciati), opere destinate ad un palazzo e custodite presso la Royal Collection di Windsor.
- XVI secolo, Incredulità di San Tommaso Apostolo, dipinto, opera custodita presso il Courtauld Institute of Art di Londra.
- XVI secolo, Ninfe, Satiri e Amorini, piccole tavole, opere custodite presso Hampton Court di Londra.
- XVI secolo, Psiche condotta da Mercurio alla presenza degli Dei nell'Olimpo, dipinto, opera custodita presso il Museo del Louvre di Parigi.
- XVI secolo, Sant'Alberto degli Abati Carmelitano, tavola appartenente al polittico messinese documentato nella chiesa del Carmine e appartenente a collezione privata..

#### Disegni
- XVI secolo, Disegni, 10 bozzetti studio, opere custodite presso l'Art Institute of Chicago.
- XVI secolo, Disegni, 26 bozzetti studio (Sposalizio della Vergine), opere custodite presso l'Albertina di Vienna.
- XVI secolo, Disegni, 10 bozzetti studio, opere custodite presso il Fine Arts Museums of San Francisco.
- XVI secolo, Disegni, 20 bozzetti studio, opere custodite presso il Metropolitan Museum of Art di New York.
- XVI secolo, Disegni, 16 bozzetti studio, opere custodite presso l'Harvard University Art Museums del Massachusetts.
- XVI secolo, Disegni, bozzetti studio (Incontro di Giano e Saturno, Messa), opere custodite presso il dipartimento di arti grafiche del Museo del Louvre di Parigi.
- XVI secolo, Disegni, bozzetti studio, opere custodite presso i Staatliche Museen di Berlino.
- XVI secolo, Disegni, bozzetti studio (Paesaggio con il ratto di Ganimede), opere custodite presso il British Museum di Londra.
- XVI secolo, Disegni, bozzetti studio (Paesaggio con Resurrezione di Lazzaro), opere custodite presso il Kunsthalle di Amburgo.

#### Incisioni
- XVI secolo, Creazione di Adamo, raffigurato disteso nell'atto di toccare la mano di Dio, opera custodita presso il Metropolitan Museum of Art, New York.
- XVI secolo, Statua di Niobe raffigurata con i suoi adoratori, con Apollo, Diana e alti personaggi mitologici, opera custodita presso il Metropolitan Museum of Art di New York.